# Jacques de Montrouge
Jacques de Montrouge, mort le 20 avril 1664, est un prélat français du XVIIe siècle. 

## Biographie
Jacques de Montrouge, fils de Jacques, seigneur de Courgousson, et de Geneviève de Secqueville, est docteur de Sorbonne, prédicateur et aumônier de la reine.
Il est abbé de Saint-Volusien de Foix et est nommé évêque de Saint-Flour. Il passe au diocèse de Puy en 1661, mais revient à Saint-Flour.